# Imantodes
Imantodes is een geslacht van slangen uit de familie toornslangachtigen (Colubridae) en de onderfamilie Dipsadinae.

## Naam en indeling
De wetenschappelijke naam van de groep werd voor het eerst voorgesteld door André Marie Constant Duméril in 1853. Er zijn acht soorten, inclusief de pas in 2015 beschreven soort Imantodes guane.

## Verspreiding en habitat
Van dit geslacht komen vertegenwoordigers voor in delen van Midden- en Zuid-Amerika, ze leven in de landen Mexico, Guatemala, Honduras, Belize, El Salvador, Nicaragua, Costa Rica, Panama, Colombia, Venezuela, Frans-Guyana, Guyana, Brazilië, Bolivia, Paraguay, Peru, Trinidad en Tobago, Argentinië en Ecuador.
De habitat bestaat voornamelijk uit tropische en subtropische bossen, zowel vochtige laagland- en bergbossen als droge bossen. Ook in door de mens aangepaste streken zoals aangetaste bossen kunnen de dieren worden aangetroffen.

## Beschermingsstatus
Door de internationale natuurbeschermingsorganisatie IUCN is aan zeven soorten een beschermingsstatus toegewezen. Zes soorten worden beschouwd als 'veilig' (Least Concern of LC) en de soort Imantodes phantasma wordt gezien als 'onzeker' (Data Deficient of DD).

## Soorten
Het geslacht omvat de volgende soorten, met de auteur en het verspreidingsgebied.
| Naam                              | Auteur                                                          | Verspreidingsgebied |
| --------------------------------- | --------------------------------------------------------------- | --- |
| Riemboomslang (Imantodes cenchoa) | Linnaeus, 1758                                                  | Mexico, Guatemala, Honduras, Belize, El Salvador, Nicaragua, Costa Rica, Panama, Colombia, Venezuela, Frans-Guyana, Guyana, Brazilië, Bolivia, Paraguay, Peru, Trinidad en Tobago, Argentinië, Ecuador |
| Imantodes chocoensis              | Torres-Carvajal, Yánez-Muñoz, Quirola, Smith & Almendáriz, 2012 | Ecuador, Colombia |
| Imantodes gemmistratus            | Cope, 1861                                                      | Mexico, Guatemala, Honduras, El Salvador, Nicaragua, Costa Rica, Panama, Colombia, mogelijk in Belize                                                                                                  |
| Imantodes guane                   | Missassi & Prudente, 2015                                       | Colombia |
| Imantodes inornatus               | Boulenger, 1896                                                 | Honduras, Nicaragua, Costa Rica, Panama, Colombia, Ecuador |
| Imantodes lentiferus              | Cope, 1894                                                      | Brazilië, Colombia, Venezuela, Ecuador, Peru, Bolivia, Frans-Guyana, Guyana |
| Imantodes phantasma               | Myers, 1982                                                     | Panama, Colombia |
| Imantodes tenuissimus             | Cope, 1867                                                      | Mexico |